# ديمتري كولوبايف
ديمتري كولوبايف (بالألمانية: Dimitri Colupaev)‏ (مواليد 29 يناير 1990) هو سبّاح ألماني، مثّل بلاده في الألعاب الأولمبية الصيفية 2012.

## روابط خارجية
ديمتري كولوبايف على موقع الاتحاد الدولي للسباحة (الإنجليزية)
- ديمتري كولوبايف على موقع SwimRankings.net (الإنجليزية)
- ديمتري كولوبايف على موقع اللجنة الأولمبية الدولية (الإنجليزية)
- ديمتري كولوبايف على موقع أوليمبيديا (الإنجليزية)
- ديمتري كولوبايف على موقع اللجنة الأولمبية الألمانية (الألمانية)